# Kesariani
Die Gemeinde Kesariani (griechisch Καισαριανή (f. sg.), auch Kessariani transkribiert) ist ein Vorort im Osten der griechischen Hauptstadt Athen.

## Lage
Kesariani liegt etwa 7 km östlich der Akropolis, 4 km südwestlich des Katechaki-Boulevards, 4 km vom Hymettos-Ring, der Teil der Attiki Odos ist, und 6 km südlich des Kifissias-Boulevards. Die Gemeinde wird durch den Olof-Palme-Boulevard erschlossen.
Kesariani grenzt im Norden an Zografos, im Westen an Athen, im Osten an Koropi, im Süden an Vyronas und im Südosten an Peania.

## Ortsteile

### Ano Kesariani
Das Gebiet wurde früher landwirtschaftlich, unter anderem zum Gemüseanbau und als Weideland genutzt und war bewaldet. Mitte des 20. Jahrhunderts verdrängte städtische Wohnbebauung die Landwirtschaft. Freiflächen verblieben im Südosten; im Osten schließt sich der bewaldete Berg Hymettos an; durch ein Tal führt eine Straße zu Athens Telekommunikationsturm. Die Universität Athen ist im Nordosten des Gemeindegebiets, überwiegend in Zografos gelegen. Im Zentrum der Gemeinde erhebt sich ein Hügel, im Osten ist das Gebiet am Hymettos felsig und bewaldet. Von dem 85 km großen Gemeindegebiet entfallen 75 km auf Berg und Wald.
Das Kloster Kesariani befindet sich im Osten am Hymettos.

## Geschichte
Die Gemeinde wurde 1922 als Flüchtlingslager für Vertriebene aus Kleinasien gegründet, von denen die meisten aus Smyrna kamen.
1934 wurde Kesariani, bis dahin ein Ortsteil Athens, zur selbständigen Gemeinde erhoben.
Am Schießstand von Kesariani wurden in der Zeit von 1942 bis 1944 etwa 600 Menschen von Soldaten der Wehrmacht erschossen.

## Bürgermeister
Bürgermeister ist seit Anfang 2011 Andonis Kambakas.

## Sport
Der Basketballklub Near East Kesariani (griechisch Νήαρ Ήστ), gegründet 1927, spielt in der zweiten griechischen Liga. Die Mannschaft spielt im Kaisariani Stadium. Der Fußballklub Ethnikos Asteras Kesariani spielt seit 2002 nach einigen Jahren in der ersten Liga wieder in der Zweiten Liga.